# Characoma melanographa
Characoma melanographa är en fjärilsart som beskrevs av George Francis Hampson 1918. Characoma melanographa ingår i släktet Characoma och familjen trågspinnare. Inga underarter finns listade i Catalogue of Life.